# 살부타몰

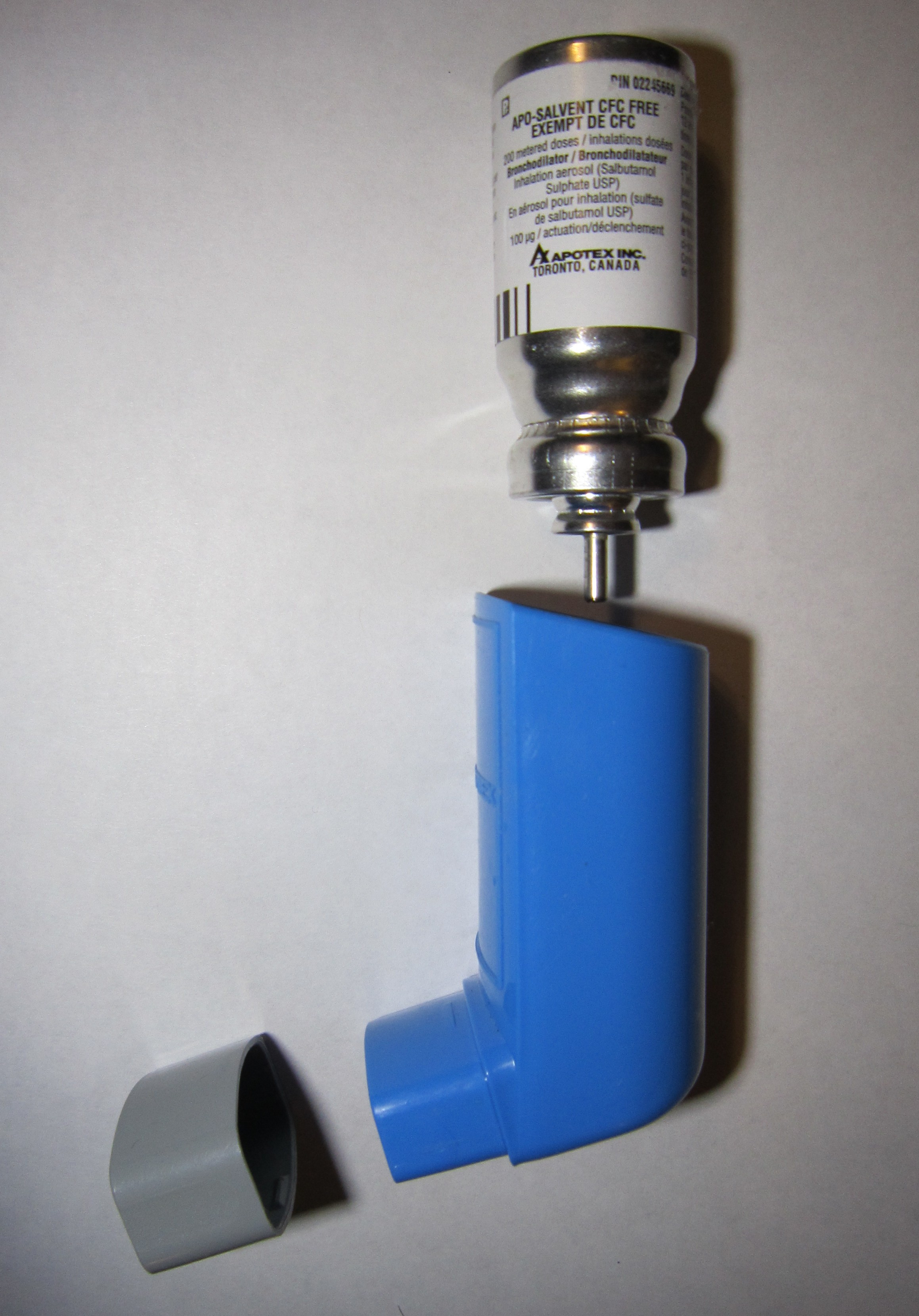
살부타몰 흡입 기구

살부타몰(INN: salbutamol) 또는 알부테롤(USAN: albuterol)은 빠르게 반응하는 β2 작용제이며 천식과 만성 폐쇄성 폐질환과 같은 기관지 경련을 가라앉히는 데에 쓰인다.
글락소스미스클라인은 벤톨린(Ventolin 또는 Ventorlin), Aerolin이라는 이름으로, 시플라사는 Asthalin과 Asthavent라는 이름으로, 쉐링푸라우(Schering-Plough)의 경우 Proventil이라는 이름으로, 테바제약의 경우 프로에어(ProAir)라는 이름으로 제품을 시장에 내놓고 있다.
살부타몰은 1968년에 최초의 선택적 B2 수용 작용제로 시장에 출시되었다. 처음에 Allen & Hanburys가 벤톨린이라는 상품 이름으로 판매하였다. 이 약은 곧바로 성공에 이르러 이제까지도 천식 치료에 쓰이고 있다.

## 합성 원리
Collin, David T.; Hartley, David.; Jack, David.; Lunts, Lawrence H. C.; Press, J. C.; Ritchie, Alexander C.; Toon, Paul. (1970). “Saligenin analogs of sympathomimetic catechol amines”. 《Journal of Medicinal Chemistry》 13 (4): 674. doi:10.1021/jm00298a022. PMID 5452431.

## 같이 보기
- 천식
- 만성 폐쇄성 폐질환
- 에피네프린